# Küçükarmutlu, İliç
Küçükarmutlu là một xã thuộc huyện İliç, tỉnh Erzincan, Thổ Nhĩ Kỳ. Dân số thời điểm năm 2010 là 24 người.